# ريما كلينجال
ريما كلينجال هي عارضة وممثلة هندية، ولدت في 19 يناير 1984 في الهند.

## وصلات خارجية
- ريما كلينجال على موقع IMDb (الإنجليزية)
- ريما كلينجال على موقع قاعدة بيانات الفيلم (الإنجليزية)